# Добрознай Назар Васильович
Наза́р Васи́льович Доброзна́й — капітан Збройних сил України.

## З життєпису
Станом на березень 2017 року — військовослужбовець 39-го зенітого ракетного полку; начальник інформаційно-телекомунікаційного вузла.

## Нагороди та вшанування
- Указом Президента України № 741/2019 від 10 жовтня 2019 року за «особисту мужність і самовіддані дії, виявлені у захисті державного суверенітету та територіальної цілісності України» нагороджений орденом Данила Галицького[2]
- грамота міської ради міста Володимир-Волинський (жовтень 2017)[3]